# (37669) 1994 TH1
(37669) 1994 TH1 est un astéroïde de la ceinture principale découvert en 1994.

## Description
(37669) 1994 TH1 a été découvert le 2 octobre 1994 à l'observatoire de Kitami, situé à l'est d'Hokkaidō (Japon), par Kin Endate et Kazuro Watanabe.

### Caractéristiques orbitales
L'orbite de cet astéroïde est caractérisée par un demi-grand axe de 2,94 ua, un périhélie de 2,61 ua, une excentricité de 0,11 et une inclinaison de 13,28° par rapport à l'écliptique. Du fait de ces caractéristiques, à savoir un demi-grand axe compris entre 2 et 3,2 ua et un périhélie supérieur à 1,666 ua, il est classé, selon la JPL Small-Body Database, comme objet de la ceinture principale.

### Caractéristiques physiques
(37669) 1994 TH1 a une magnitude absolue (H) de 13,1 et un albédo estimé à 0,229.